# Isle Royale
Isle Royale (česky Královský ostrov) je největšílí ostrov v Hořejším jezeře a po ostrově Manitoulin v Hurónském jezeře druhým největším ostrovem v severoamerických Velkých jezerech a zároveň třetím největším ostrovem kontinentální části Spojených států. Z geopolitického hlediska je Isle Royale součástí státu Michigan ve Spojených státech amerických. Isle Royale, který není trvale obydlený, zároveň představuje spolu s více než 450 menšími přilehlými ostrovy chráněné přírodní území – Národní park Isle Royale (Isle Royale National Park). Sídlo správy národního parku je ve městě Houghton na adrese 800 East Lakeshore Drive, Houghton, MI 49931.

## Popis území
Ostrov, který je obklopený stovkami menších ostrůvků, se nachází v severozápadní části Hořejšího jezera, největšího z pěti Velkých jezer.

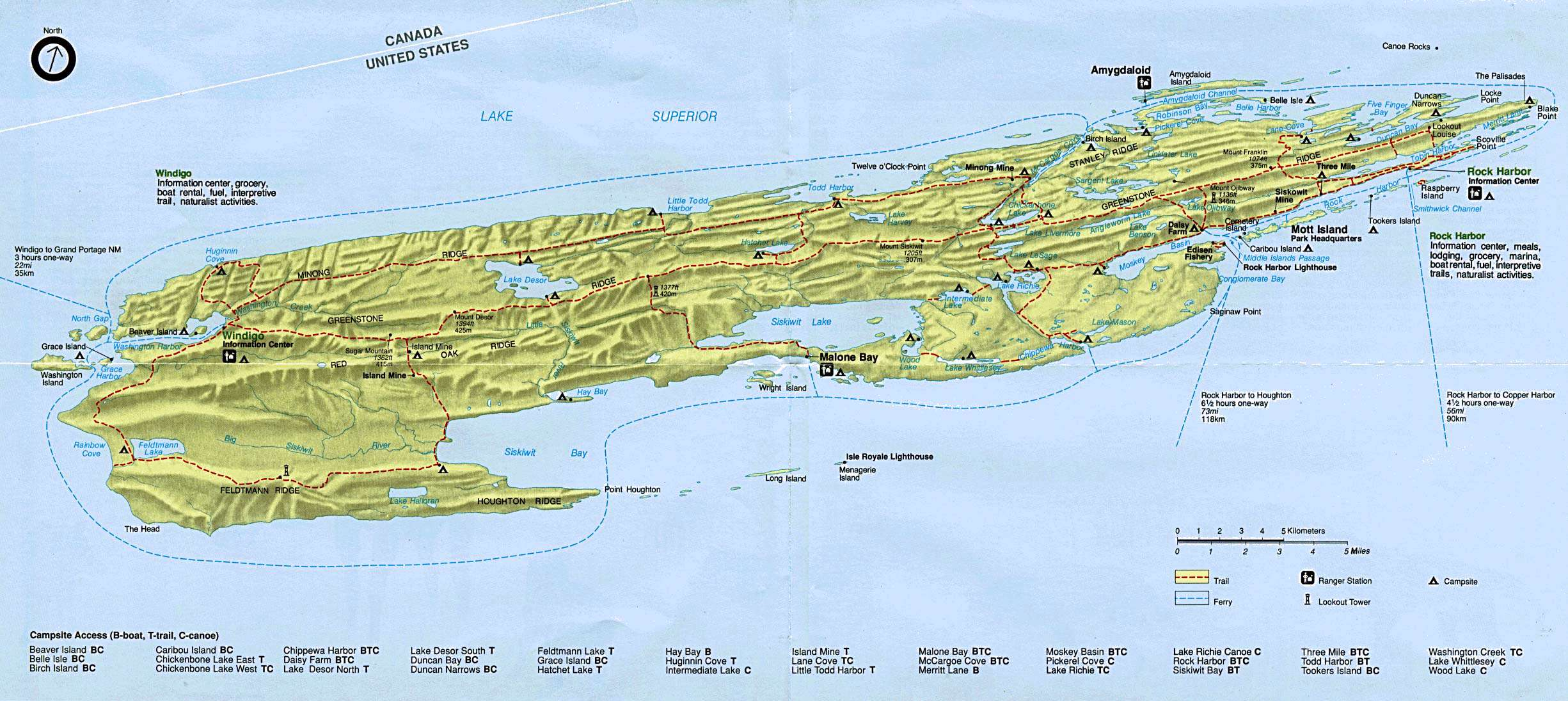
Reliéf ostrova Isle Royale

Asi 10 km severněji od Isle Royale prochází americko - kanadská státní hranice. Pobřeží kanadské provincie Ontario je od ostrova vzdáleno přibližně 24 km, nejzazší výběžek poloostrova Keweenaw (stát Michigan) je vzdálen cca 88,5 km. Isle Royale má dlouhý protáhlý tvar ve směru od jihozápadu k severovýchodu. Ostrov je 72 km dlouhý a v nejširším místě dosahuje 14 kilometrů. Celková rozloha Isle Royale činí 535,43 km².

### Podnebí
Klima odpovídá geografické poloze ostrova. Zimy jsou zde přiměřeně dlouhé, od prosince do března se průměrná teplota pohybuje v rozpětí -10 až -14 °C. V tomto období byly zaznamenány teplotní rekordy, dosahující -30 až -34 °C. Nejteplejšími měsíci jsou červenec a srpen, kdy se průměrná teplota pohybuje kolem 21 °C. Nejvíce srážek je vykazováno v září, nejméně v prosinci.

### Geomorfologie
Geomorfologické členění ostrova je velmi specifické - tvoří jej rovnoběžné pásy vyvýšenin, dosahujících maximálně výšky kolem 420 metrů, přičemž nižší polohy mezi těmito hřebeny jsou na mnoha místech vyplněny vnitřními jezery. V těchto jezerech, z nichž největší je Siskiwit Lake s velmi chladnou a čistou vodou, se nacházejí opět další menší ostrůvky. Jeden z ostrovů v jezeře Siskiwit, Ryan Island, má vnitřní jezírko Mosse Flats, v němž je skála Moose Boulder. Toto místo bývá uváděno coby kuriozita mezi světovými geografickými rekordy jako "největší ostrov v největším jezeře na největším ostrově v největším jezeře, které se nachází na největším ostrově v největším jezeře na světě". Dalšími významnějšími vnitřními jezery Isle Royale jsou Chicken Bone Lake, Lake Desor, Feldtmann Lake, Intermediate Lake, Lake Ritchie, Hatchet Lake, Angleworm Lake, Lake Harwey, Lesage Lake a Sargent Lake. Na ostrově je též mnoho místních řek; mezi největší z nich patří Big Siskiwit River a Little Siskiwit River, pramenící na jižních svazích Sugar Mountain a Mount Desor. Převýšení nejvyššího vrcholu ostrova Mount Desor (425 m n. m.) od hladiny Hořejšího jezera činí 240 metrů.

### Geologie

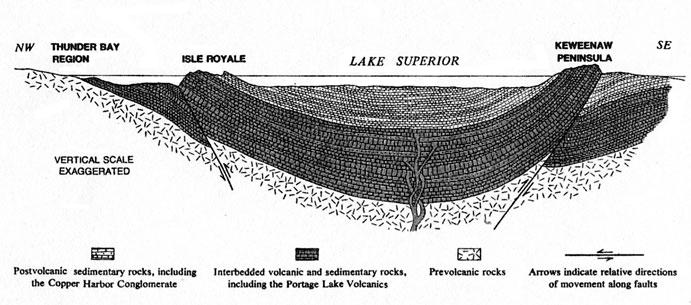
Geologický profil dna Hořejšího jezera v prostoru mezi kanadským pobřežím (Thunder Bay), Isle Royale a poloostrovem Keweenaw (USA)

Geologické podloží ostrova, nacházejícího se v oblasti tzv. Středokontinentálního neboli Keweenawanského riftu (anglicky Midcontinent Rift System nebo Keweenawan Rift) uprostřed severoamerického kontinentu, je tvořeno magmatickými i sedimentárními horninami, zejména čedičem a pískovcem. Hlavní hřeben ostrova tvoří pás (tzv. Greenstone belt) metamorfovaných mafických a ultramafických hornin. 

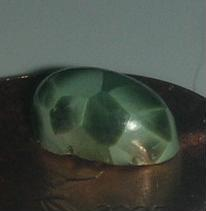
Chlorastolit - Isle Royale Greenstone

Na povrchu Isle Royale se vyskytují kameny a balvany, které sem byly zavlečeny kontinentálním ledovcem. Na ostrově, zejména v oblasti hřebene Minong (Minong Ridge), se nacházejí ložiska mědi, která se zde často vyskytovala v ryzí podobě a byla těžena již od prehistorických dob.
Isle Royale je známý výskytem zvláštního místního minerálu chlorastolitu, kterému se přezdívá Isle Royale Greenstone. Nálezy chlorastolitu jsou zaznamenány též z dolů na poloostrově Keweenaw a z michiganského Horního poloostrova (Upper Peninsula), kde bývá nazýván Green Starstone nebo Turtle Back. Tento minerál zelené či modrozelené barvy s typickou "kresbou", připomínající želví krunýř, je označován za odrůdu minerálu pumpellyitu Ca2(Mg,Fe)Al2(SiO4)(Si2O7)(OH)2·H2O. (Minerál podobný chlorastolitu, který je nazýván uigit, se vyskytuje v lokalitě Uig na ostrově Skye ve skotském souostroví Vnitřní Hebridy.) Minerál chlorastolit je oficiálním symbolem amerického státu Michigan.

## Historie
Isle Royale, stejně jako celá oblast Hořejšího jezera, býval kmenovým územím Odžibvejů. V místech, kde se dochovaly až 6 metrů hluboké pinky, jámy a příkopy po těžbě mědi, byly nalezeno mnoho měděných a kamenných předmětů a nástrojů, například 5–15 kg těžká kamenná kladiva, měděné nože a hroty šípů. Celkem bylo na ostrově Royale identifikováno více než 1000 lokalit, v nichž původní obyvatelé získávali cenný kov. Podle radiokarbonové metody datování nalezených nástrojů a keramiky je období osídlení ostrova a využívání jeho zdrojů původními obyvateli odhadováno na cca 4500 let.
Odžibvejové používali měď nejen pro výrobu nástrojů, ale bylo doloženo, že kusy ryzí mědi, nalezené v lesích ostrova Royale a poloostrova Keweenaw, nosili také ve svých medicínových váčcích. Tyto kusy kovu se dědily z otců na syny a byla jim přisuzována magická moc, která jejich majitelům měla pomáhat zvítězit v boji a dožít se dlouhého věku.

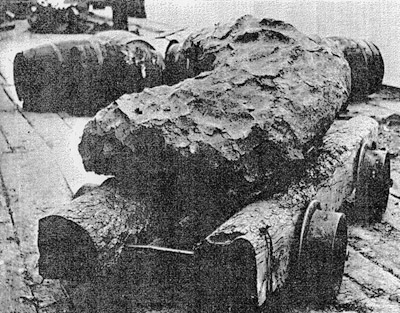
Měděný "nugget" z dolu Minong (70. léta 19. století))

K prvním kontaktům původních obyvatel s Evropany začalo docházet v 17. století. První období "měděné horečky" na Isle Royale propuklo v polovině 19. století, v letech 1843–1855. Intenzívnější snahy o těžbu mědi na ostrově se opakovaly ještě v letech 1873–1881 a 1889–1893. Zdejší ložiska mědi však z hlediska průmyslové těžby nebyla dostatečně výnosná a tak se ekonomické aktivity obyvatel regionu postupně soustředily na rybolov a turismus. Od počátku 20. století bylo na ostrově postaveno mnoho letních chat a ubytovacích zařízení pro rekreanty. V období intenzívnějšího využití ekonomického potenciálu ostrova byla na Isle Royale vybudována i potřebná infrastruktura, včetně majáků a přístavů. Pozůstatkem této doby jsou též četné vraky lodí, které v nebezpečných vodách kolem Isle Royale v minulosti ztroskotaly.
Od 20. let 20. století se začala prosazovat myšlenka na zřízení národního parku. Národní park Isle Royale byl vyhlášen 3. dubna 1940, definitivně statut národního parku získal až 27. 8. 1946. Do nejpřísněji chráněné kategorie jako "divočina" (Wilderness) byl zařazen 20. 10. 1976. Unikátní ekosystém ostrova Royale byl v roce 1980 zapsán na seznam mezinárodních biosférických rezervací.